# Cameron megye (Pennsylvania)
Cameron megye az Amerikai Egyesült Államokban, azon belül Pennsylvania államban található. Megyeszékhelye és legnagyobb városa Emporium. Lakosainak száma 4547 fő (2020. április 1.). Cameron megye McKean, Potter, Clinton, Clearfield és Elk megyékkel határos.

## Népesség
A megye népességének változása:
| Lakosok száma | 5067 | 4991 | 4948 | 4886 | 4732 | 4547 |
|               | 2010 | 2011 | 2012 | 2013 | 2015 | 2020 |